# Aphrodisiac
Aphrodisiac (Aphrodisiaque) est la chanson de l'artiste grecque Elefthería Eleftheríou qui représente la Grèce au Concours Eurovision de la chanson 2012 à Bakou, en Azerbaïdjan.

## Eurovision 2012
La chanson est sélectionnée le 12 mars 2012 lors d'une finale nationale.
Elle participe à la première demi-finale du Concours Eurovision de la chanson 2012, le 22 mai 2012.